# پروومایسکی (شهرستان استرلیباشفسکی، باشقیرستان)
پروومایسکی (انگلیسی: Pervomaysky, Sterlibashevsky District, Republic of Bashkortostan) یک شهرک در شهرستان استرلیباشفسکی استان باشقیرستان کشور روسیه است.